# Gare de Montfort - Saint-Philbert
Pour les articles homonymes, voir Gare de Montfort.
La gare de Montfort - Saint-Philbert est une gare ferroviaire, fermée, de la ligne d'Évreux-Embranchement à Quetteville, située sur le territoire de la commune de Saint-Philbert-sur-Risle, dans le département de l'Eure en région Normandie.

## Situation ferroviaire
Établie à 32 mètres d'altitude, la gare de Montfort - Saint-Philbert était située au point kilométrique (PK) 158,395 de la ligne d'Évreux-Embranchement à Quetteville, entre la gare de Glos - Monfort et la halte d'Appeville. 
Elle disposait de deux voies et d'un quai.

## Histoire
La section de Glos - Montfort à Pont-Audemer a été déclarée d'intérêt public le 9 juin 1866, et a été mise en service le 23 août 1867, comprenant la gare de Montfort - Saint-Philbert. La ligne fut prolongée jusqu'à Évreux en 1888. La ligne est fermée aux voyageurs le 26 septembre 1969. Le trafic marchandises perdure jusqu'en décembre 2011 entre Glos-Montfort et Quetteville, toutefois la gare de Montfort - Saint-Philbert semble avoir perdu son activité plus tôt.
La section n'a jamais été déclassée, ainsi l'infrastructure ferroviaire subsiste à Montfort - Saint-Philbert, bien qu'en très mauvais état.

## Patrimoine ferroviaire
Le bâtiment voyageurs d'origine est toujours présent. Réaffecté, il est devenu une médiathèque communale.